# サウジアラビア軍
サウジアラビア王国軍（さうじあらびあおうこくぐん、アラビア語: القوات المسلحة الملكية العربية السعودية）はサウジアラビアの国軍である。国家指導者としての国王の指揮統制を受け、その下に国防航空省と統合参謀本部の指揮下に陸軍、海軍、空軍、防空軍、戦略ミサイル軍を率いる。また内務省や国王直属のサウジアラビア国家警備隊や王室警備連隊等の組織も国防にかかわる。
1992年に定められたサウジアラビアの統治基本法は、軍の任務として「イスラム教義、二聖モスク、社会と祖国の防衛」を定めている。
また国軍以外に同盟国としてアメリカ軍が国内に駐留しており、またパキスタンや中華人民共和国などとも軍事・防衛協力を行っている。

## 歴史
サウジアラビア軍の始まりは1902年にアブドゥルアズィーズ・イブン・サウードがリヤドを奪回するために集めたサウード家の親戚縁者からなる、わずか40人の兵力だった。
守備隊三千人に対してわずか40人という兵力ながら、占領軍の指揮官であるアジュラーン総督を討ち取りリヤドを奪還した。
イギリスの支援を受けて軍備を拡張していき、ラシード家やハーシム家との戦争に勝利して現在のサウジアラビアの国土を得た。
- 1917年 - 陸軍を設立
- 1925年 - イギリスの支援を受けて空軍を設立
- 1929年 - 軍の近代化に取り組み、3個歩兵連隊に砲兵や機関銃部隊を含む近代的な師団編成に着手。
- 1934年 - ターイフに陸軍士官学校を設立
- 1939年 - 国防省を設置
- 1948年 - 中東戦争に参加（～1973年）
- 1950年 - 海軍を設立
- 1970年代 - アメリカ合衆国の援助計画に基づき、アメリカ国内での軍事訓練に要員を派遣。1975年時点で59人が参加していた[3]
- 1981年 - 陸軍から防空軍が分離
- 1990年 - 湾岸戦争に参加
- 1992年 - サザン・ウォッチ作戦、ソマリア内戦における統合任務部隊（英語版）に参加
- 2011年 - ハリード将軍が軍備の70%は国産化できると発言、近代になり装備の国産化へ向かい始めている。
- 2015年 - イエメンのフーシによるクーデターに軍事介入、空爆を開始（3月25日（米時間）[4]～4月21日[5]）5月3日より偵察部隊ないし軍事顧問団と思われる小規模な地上部隊を派遣したとの情報もある[6]。

## 階級制度
イギリス式の階級制度を採用しており、全軍で共通の階級が用いられている。
- 兵士　　　Private (Arabic:جندي)
- 上等兵　　First Class Private (Arabic:جندي أول)
- 伍長　　　Corporal (Arabic:عريف)
- 三等軍曹　Vice Sergeant (Arabic:وكيل رقيب)
- 二等軍曹　Sergeant (Arabic:رقيب)
- 一等軍曹　First Class Segeant (Arabic:رقيب أول)
- 曹長　　　Master Sergeant (Arabic:رئيس رقباء)
- 少尉　Lieutenant (Arabic:ملازم)
- 中尉　First Class Lieutenant (Arabic:ملازم أول)
- 大尉　Captain (Arabic:نقيب)
- 少佐　Major (Arabic:رائد)
- 中佐　Lieutenant Colonel (Arabic:مقدم)
- 大佐　Colonel (Arabic:عقيد)
- 上級大佐　Brigadier General (Arabic:عميد)
- 少将　General (Arabic:لواء)
- 中将　First Class General (Arabic:فريق)
- 大将　Field Marshal (Arabic:فريق أول)
- 元帥　First Class Field Marshal (Arabic:مشير)

## 人員
| 組織                     | 現役    | 予備役 |
| サウジアラビア陸軍       | 75,000  |        |
| サウジアラビア海軍       | 13,500  |        |
| サウジアラビア空軍       | 20,000  |        |
| サウジアラビア防空軍     | 16,000  |        |
| サウジアラビア国家警備隊 | 100,000 |        |

## 正規軍

### サウジアラビア陸軍

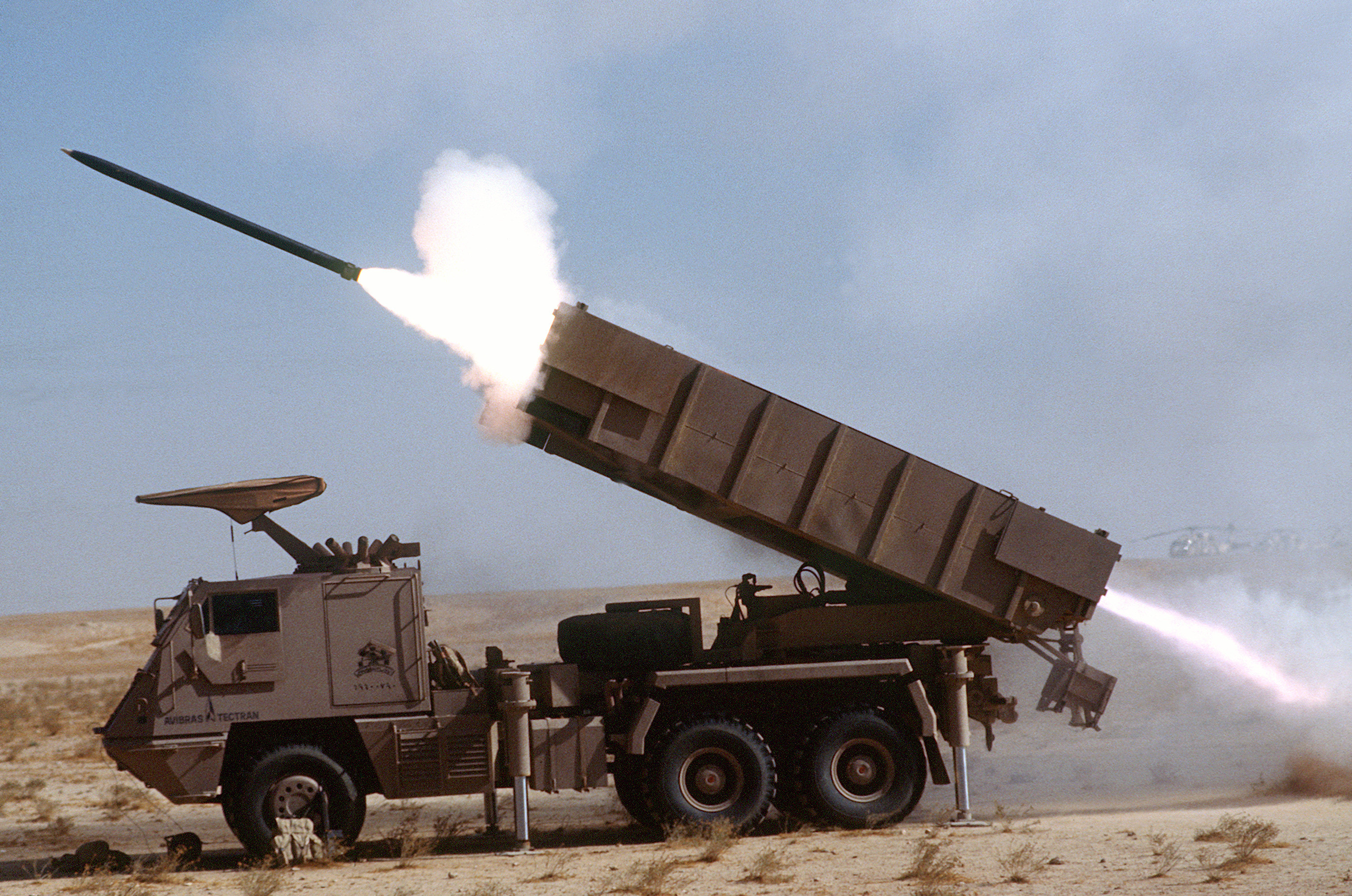
サウジアラビア陸軍のASTROSⅡ

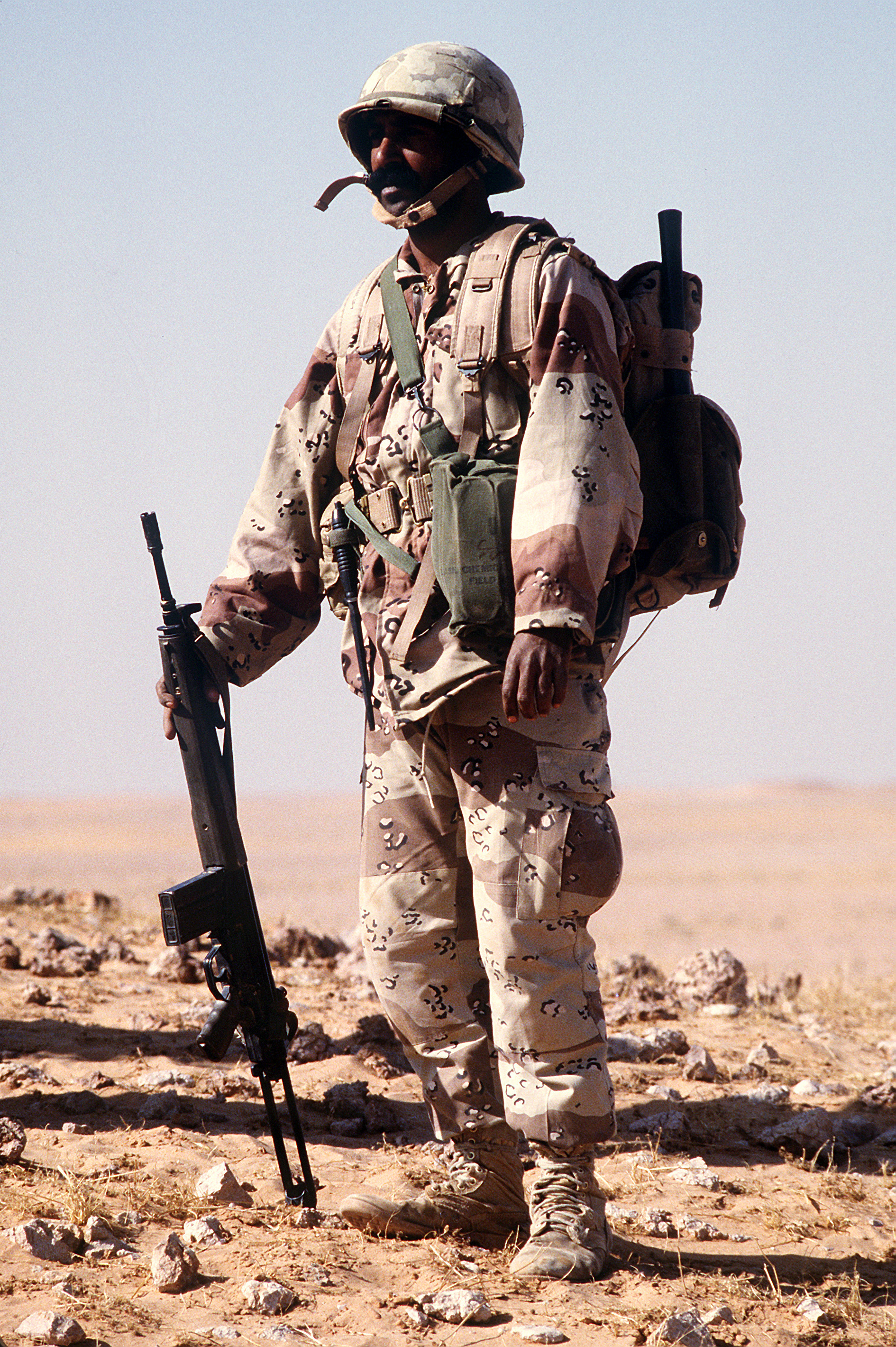
湾岸戦争でのサウジアラビア軍の兵士

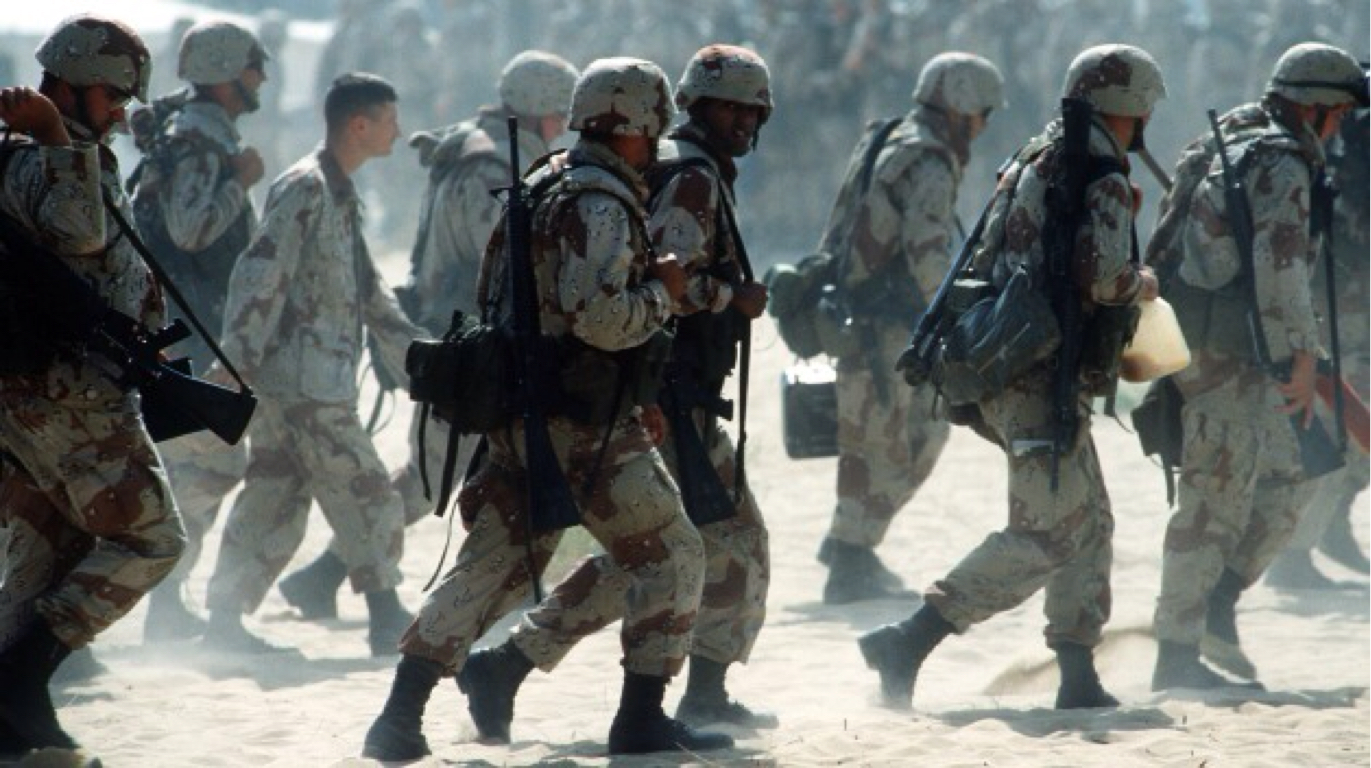
湾岸戦争で同国に展開したアメリカ軍。戦後も駐留を続ける。

サウジアラビア陸軍は75,000人の兵力を保有する。
中東で数少ないアメリカの同盟国の一つであり、湾岸戦争ではアメリカ合衆国を含む多国籍軍に参加している。

### サウジアラビア海軍

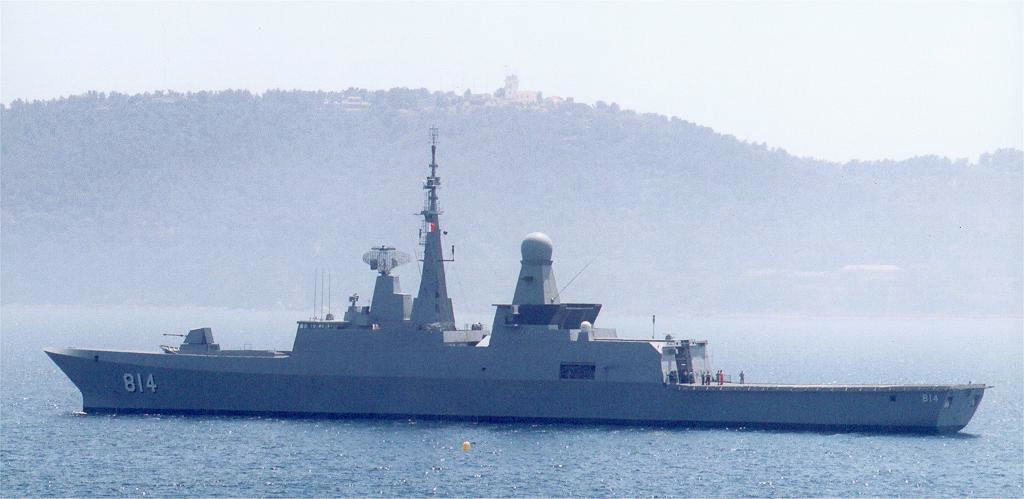
同国海軍のアル・リヤド級フリゲート艦「メッカ」

サウジアラビア海軍は3000人の海兵隊員を含む13,500人の兵力を保有している。
同盟国であるアメリカの支援を受けて最新鋭の装備を持っている。

### サウジアラビア空軍

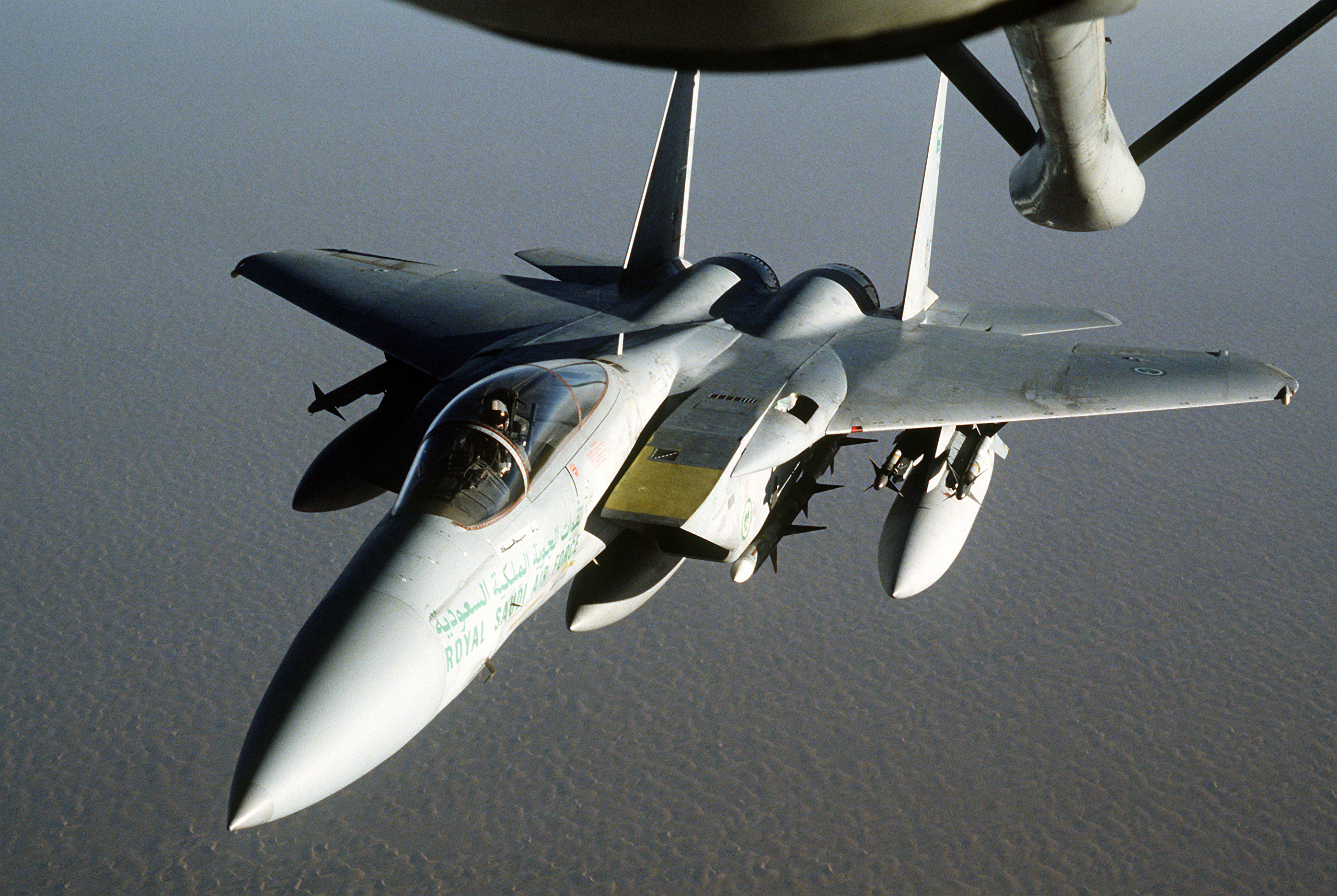
湾岸戦争での同国空軍のF-15戦闘機。空中給油を受けている。

サウジアラビア空軍は20,000人の人員を保有する。装備する航空機はアメリカ、フランス、イギリスなどさまざまな国から購入している。

### サウジアラビア防空軍

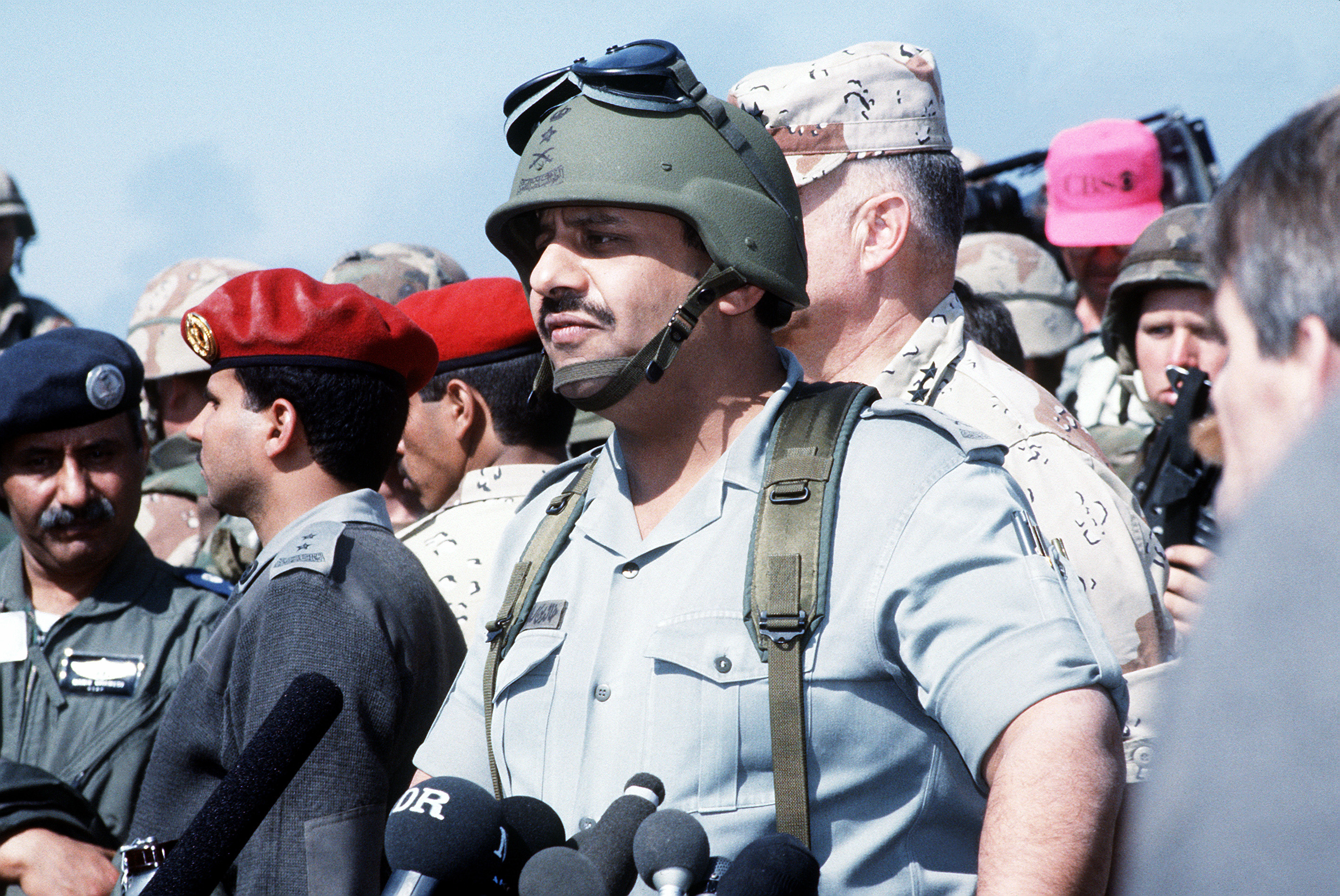
同国防空軍のハリード・ビン・スルタン元司令官。サウード家の王族の一人で、湾岸戦争では多国籍軍アラブ合同軍の司令官を務めた。

サウジアラビア防空軍は16,000人の人員を保有する。MIM-23 ホークやパトリオットミサイルを多数保有している。

### サウジアラビア戦略ミサイル軍
サウジアラビア戦略ミサイル軍は40,000人の人員を保有する。中国から導入したDF-3などの弾道ミサイルを多数保有している。

## 準軍事組織

### サウジアラビア国家警備隊

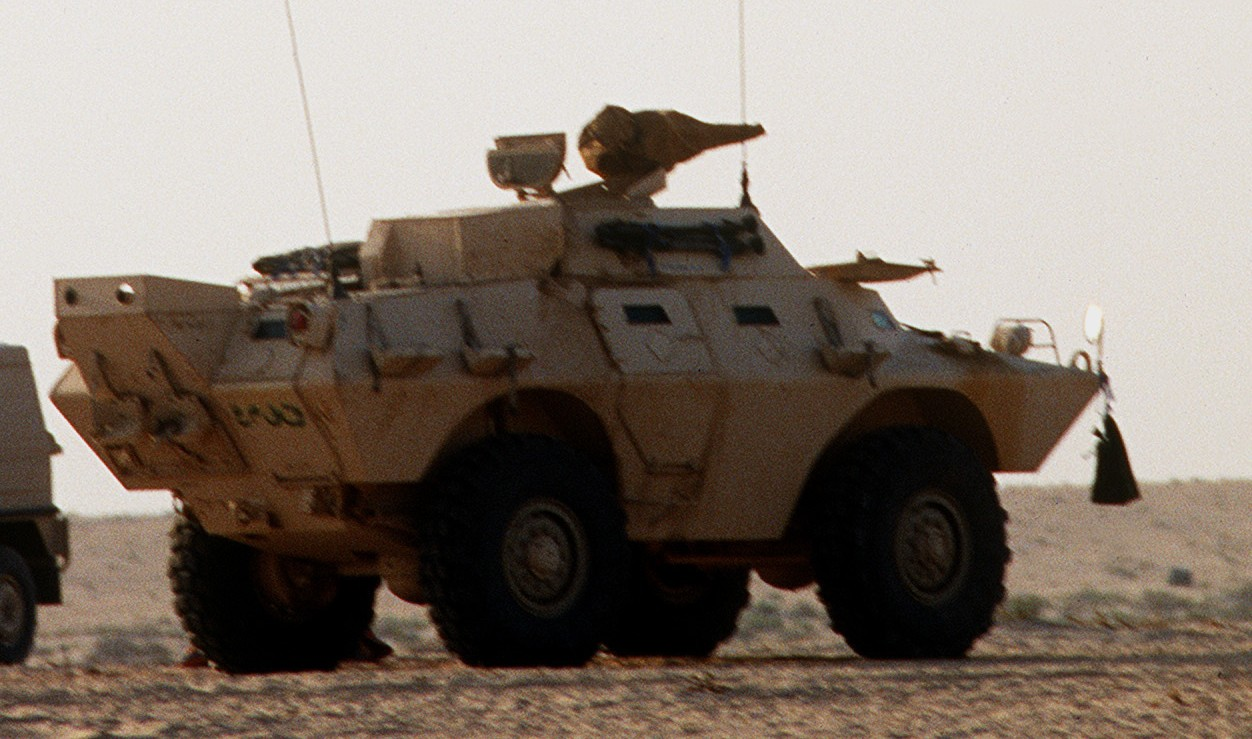
湾岸戦争でのSANGの装甲車

サウジアラビア国家警備隊（SANG）は、国境警備や国内の治安維持にあたっている。国王の直属部隊として最新装備を与えられ、同国最強のエリート部隊として知られる。湾岸戦争では正規軍やカタール軍戦車部隊などと共にカフジの戦闘でイラク軍と戦い、撃退する事に成功している。